# 겐토쿠 (난초)
겐토쿠(建徳, けんとく)는 일본 남북조 시대의 연호(元号) 중 하나이다. 남조에서 사용되었다.
- 전후 : 쇼헤이(正平) 이후 - 분추(文中) 이전.
- 시기 : 1370년 ~ 1371년
- 천황
  - 남조 : 조케이 천황
  - 북조 : 고코곤 천황, 고엔유 천황
- 쇼군 : 무로마치 막부의 아시카가 요시미쓰

## 개원(改元)
- 쇼헤이 25년 7월 24일(율리우스력 1370년 8월 16일), 개원.
- 겐토쿠 3년 4월(율리우스력 1372년), 분추로 개원된다.

## 출전
『문선(文選)』

## 서력과의 대조표
| 겐토쿠 | 원년     | 2년      | 3년      |
| ------ | -------- | -------- | -------- |
| 서력   | 1370년   | 1371년   | 1372년   |
| 북조   | 오안 3년 | 오안 4년 | 오안 5년 |
| 간지   | 경술     | 신해     | 임자     |

## 같이 보기
- 일본의 연호 일람
- 건덕(建德) : 중국 남북조시대의 국가 북주(北周)의 연호(573년 ~ 578년).
- 건덕(建德) : 대리국의 연호(1165년? ~ 1171년?).

| 이전 쇼헤이 | 일본 남조의 연호 1370년 ~ 1372년 | 다음 분추 |